# Nowe Miasto Lubawskie
Nowe Miasto Lubawskie (hist. Nowe Miasto nad Drwęcą, niem. Neumark in Westpreußen) – miasto w Polsce położone w województwie warmińsko-mazurskim, siedziba powiatu nowomiejskiego, nad rzeką Drwęcą.
Miasto daje nazwę gminie wiejskiej Nowe Miasto Lubawskie, której siedziba jest w Mszanowie.
Według danych GUS z 1 stycznia 2024 r. roku Nowe Miasto Lubawskie liczyło 10 089 mieszkańców.

## Położenie
Miejsce obrad sejmików elekcyjnych województwa chełmińskiego. W latach 1975–1998 miasto administracyjnie należało do województwa toruńskiego. Nowe Miasto Lubawskie leży w historycznej ziemi chełmińskiej, w ramach której położone jest w ziemi lubawskiej, a także na obszarze dawnej ziemi Sasinów.
Według regionalizacji fizycznogeograficznej Polski miasto położone jest na pograniczu trzech mezoregionów: Pojezierza Brodnickiego, Doliny Drwęcy i Garbu Lubawskiego, stanowiących razem część makroregionu Pojezierza Chełmińsko-Dobrzyńskiego.

## Historia

### Starożytność i wczesne średniowiecze
W pierwszym tysiącleciu p.n.e. w okolicach dzisiejszego Nowego Miasta Lubawskiego pojawili się Prasłowianie z kręgu kultury łużyckiej. We wczesnym średniowieczu ziemie te zamieszkiwało pruskie plemię Sasinów.

### Od XIV do XVII wieku
Pierwsza wzmianka o nowej osadzie pochodzi z 1325 roku z kroniki Piotra z Dusburga, w której znajduje się zapis, iż komtur krzyżacki ziemi chełmińskiej Otto von Luttenberg założył miasto w zakolu rzeki Drwęcy o nazwie Nuwenmarkt (Nowy Targ). W 1353 roku osadzie nadano z rąk Winrycha von Kniprode prawo miejskie na prawie chełmińskim. W XIV wieku zbudowano kościół, a Krzyżacy zbudowali dookoła miasta mury obronne. W lipcu 1410 roku niedługo po bitwie pod Grunwaldem miasto zostało opanowane przez wojska króla Władysława Jagiełły, jednak na mocy I pokoju toruńskiego z 1411 roku powróciło jeszcze na kilkanaście lat w skład państwa zakonu krzyżackiego. W 1440 roku miasto było współzałożycielem antykrzyżackiego Związku Pruskiego. W 1454 roku mieszczanie wypędzili z miasta Krzyżaków. W 1468 roku zostało przyłączone do Królestwa Polskiego, w zamian za Nidzicę. Miasto poważnie ucierpiało podczas Potopu szwedzkiego.

### Od XVIII wieku do II wojny światowej
W 1772 miasto weszło w skład zaboru pruskiego. W latach 1807–1815 Nowe Miasto znajdowało się granicach Księstwa Warszawskiego. W 1865 roku miejscowi Polacy powołali Towarzystwo Rolnicze przekształcone w 1893 roku w Bank Ludowy. Od 1920 roku miasto znalazło się w granicach II Rzeczypospolitej i wchodziło w skład województwa pomorskiego ze stolicą w Toruniu. Do 1 kwietnia 1937 roku nosiło urzędową nazwę „Nowemiasto – Pomorze”.
Dwa dni później od wybuchu II wojny światowej, 3 września 1939 roku miasto zostało zajęte przez wojska niemieckie. 9 września, 15 października i 7 grudnia Niemcy przeprowadzili egzekucje Polaków. Wieczorem 20 stycznia 1945 roku przedpola miasta zajmuje 2 armia uderzeniowa oraz 8 samodzielny korpus pancerny gwardii II Frontu Ukraińskiego. Następnego dnia, po krótkiej wymianie ognia, oddziały radzieckie wkroczyły do miasta od strony Pacółtowa i Tylic, odbijając je z rąk Niemców. Miasto zostaje zniszczone w ok. 40% przez wojska sowieckie.

### Po 1945 roku
W latach 1945–1950 Nowe Miasto Lubawskie wchodziło w skład województwa pomorskiego ze stolicą w Bydgoszczy. 6 marca 1950 miasto i powiat zostają przyłączone do województwa olsztyńskiego. W 1975 roku zlikwidowano powiat. W latach 1975–1998 Nowe Miasto Lubawskie administracyjnie należało do województwa toruńskiego. Od 1 stycznia 1999 roku miasto stało się siedzibą odtworzonego powiatu.
1 stycznia 1992 roku do Nowego Miasta Lubawskiego zostaje przyłączone Marianowo (28,16 ha) ze wsi Kurzętnik.

## Zabytki
- Gotycka Bazylika św. Tomasza Apostoła w Nowym Mieście Lubawskim. W 1330 roku ukończono budowę prezbiterium, a po 1350 roku wzniesiono nawy.
  - Płyta nagrobna wójta zamku w Bratianie Kunona von Liebensteina z około 1407 roku
  - nagrobek wojewody chełmińskiego Mikołaja Działyńskiego (zm. 1604) w stylu renesansowym
  - ołtarz główny w stylu renesansowym
- Baszta Bramy Lubawskiej z II połowy XIV wieku w stylu gotyckim. Pierwotnie zwieńczenie obiegały wystające drewniane ganki, które zlikwidowano w XVIII wieku. W XV-XVI wieku przed bramą wybudowano barbakan. W XIX wieku zlikwidowano sterczyny na dachu baszty i rozebrano barbakan. Po 1920 roku przebito w baszcie przejście dla pieszych, w 1960 roku adaptowana na potrzeby PTTK, od 1984 roku użytkowana przez ZHP[19].
- Brama Brodnicka (Kurzętnicka) z II poł. XIV wieku w stylu gotyckim. W XIX wieku archiwum miejskie. Przejście w niej przebito około 1920 roku.
- fragmenty murów miejskich z XIV wieku
- Dawny kościół ewangelicki z 1912 roku, obecnie kino
- Ruiny klasztoru OO. Reformatów w Łąkach Bratiańskich (teren poklasztorny administracyjnie podlega miastu)
- Domy z XIX wieku
- Ratusz przy ul. Rynek 1
- Zabytkowa kamienica przy ul. Rynek 2, w której mieściła się redakcja przedwojennej gazety „Drwęca”
- Poczta przy ul. Działyńskich 1
- Spichlerz przy ul. 3-go Maja 16
- Dom przy ul. Bocznej 3

Wybrane zabytki miasta
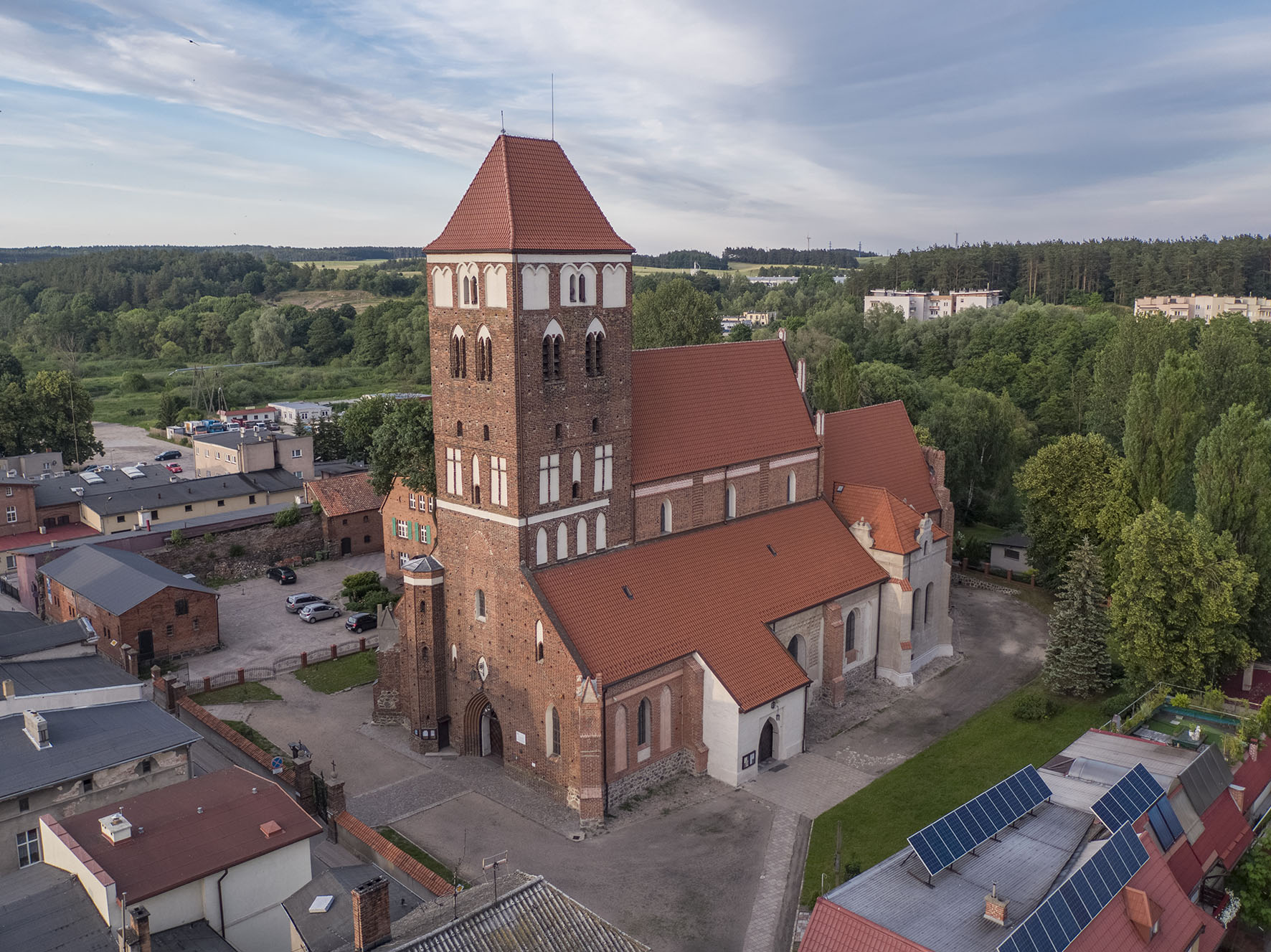
Bazylika św. Tomasza Apostoła
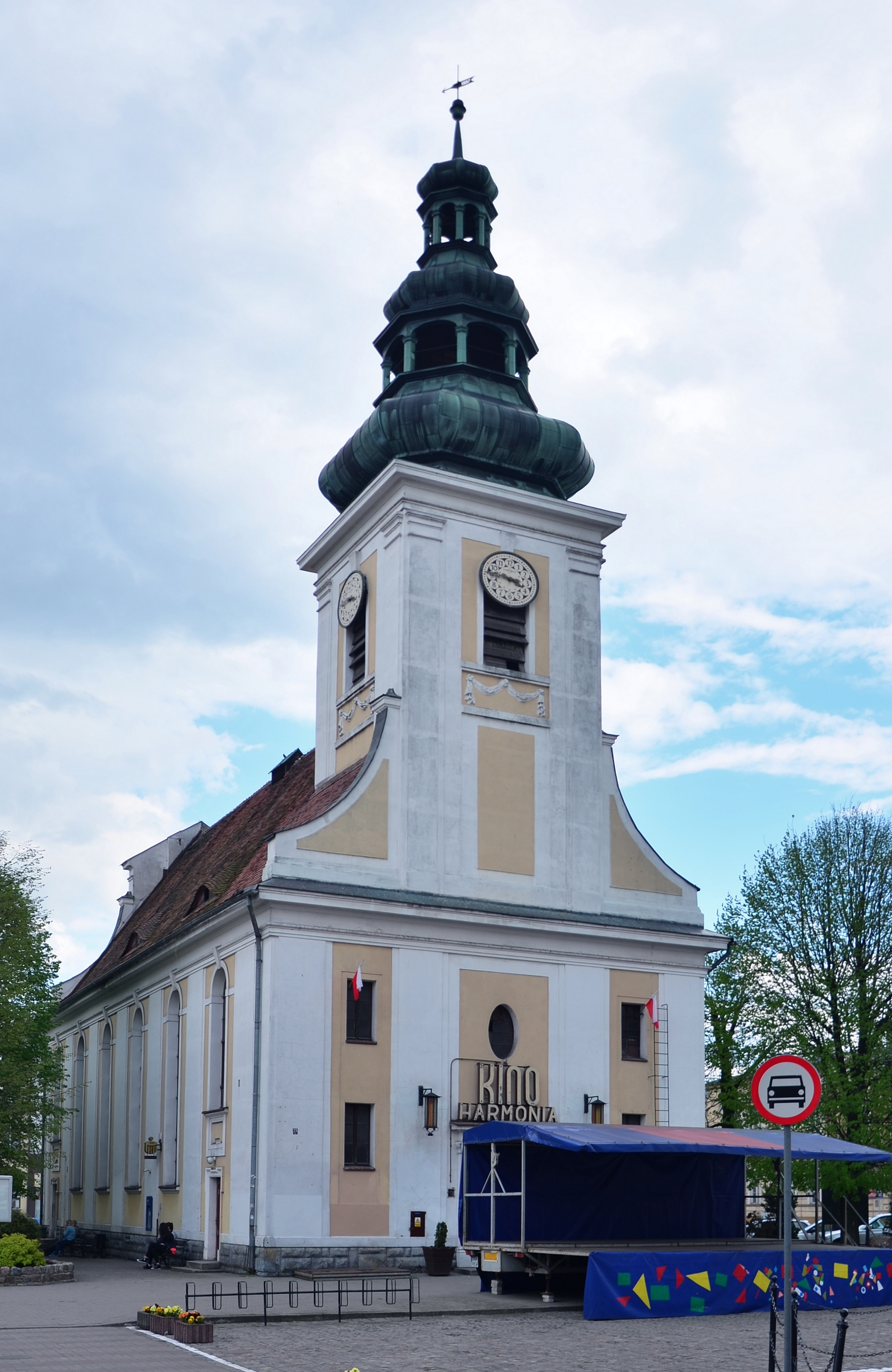
Dawny kościół ewangelicki, obecnie Kinoteatr Harmonia
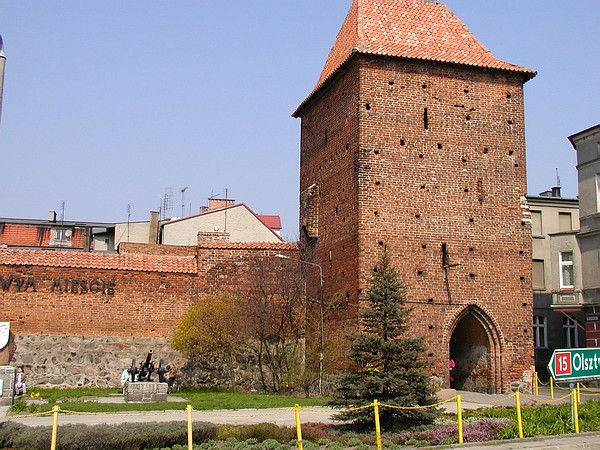
Brama Brodnicka
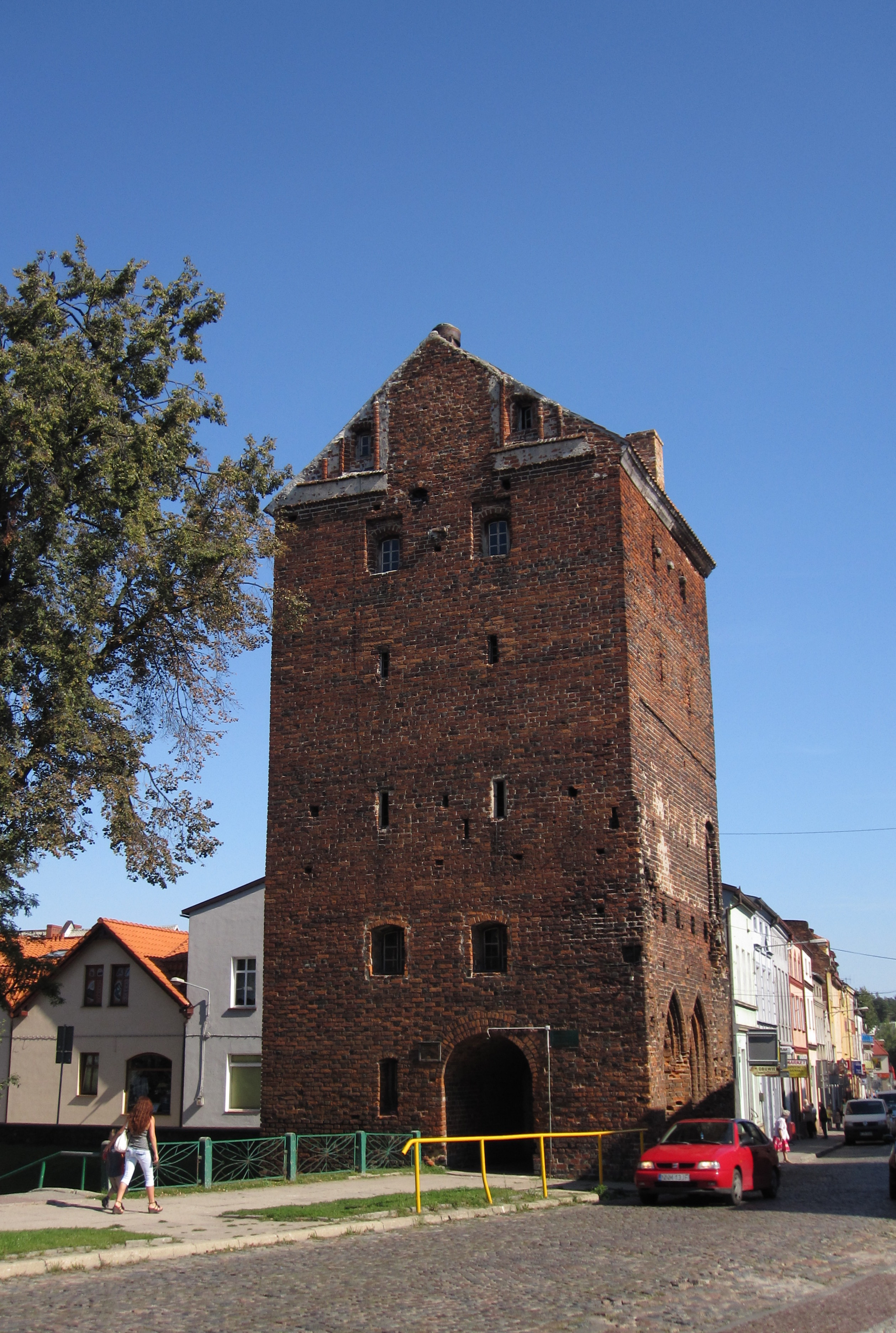
Brama Lubawska
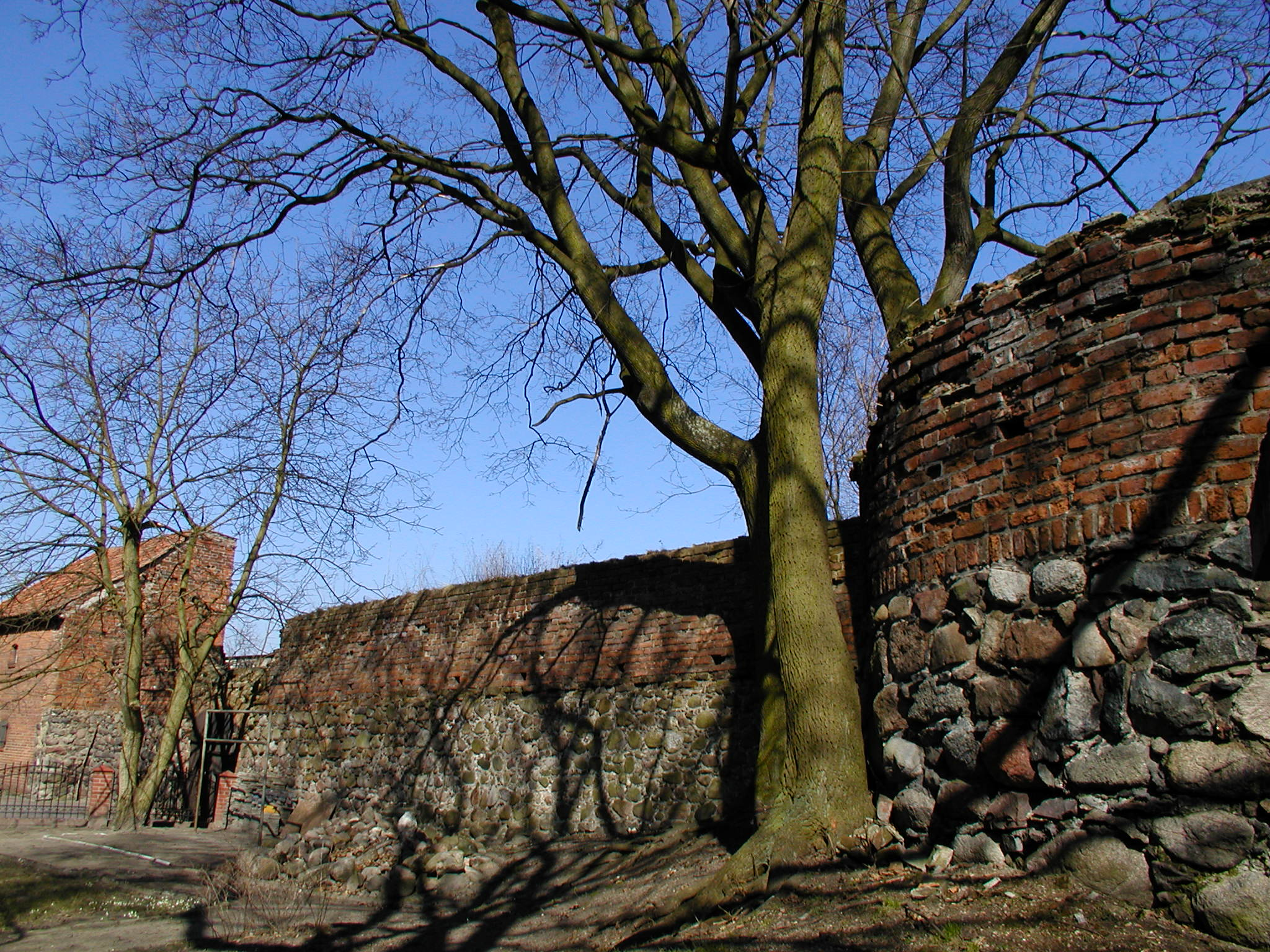
Fragment murów miejskich wraz z pozostałościami baszty
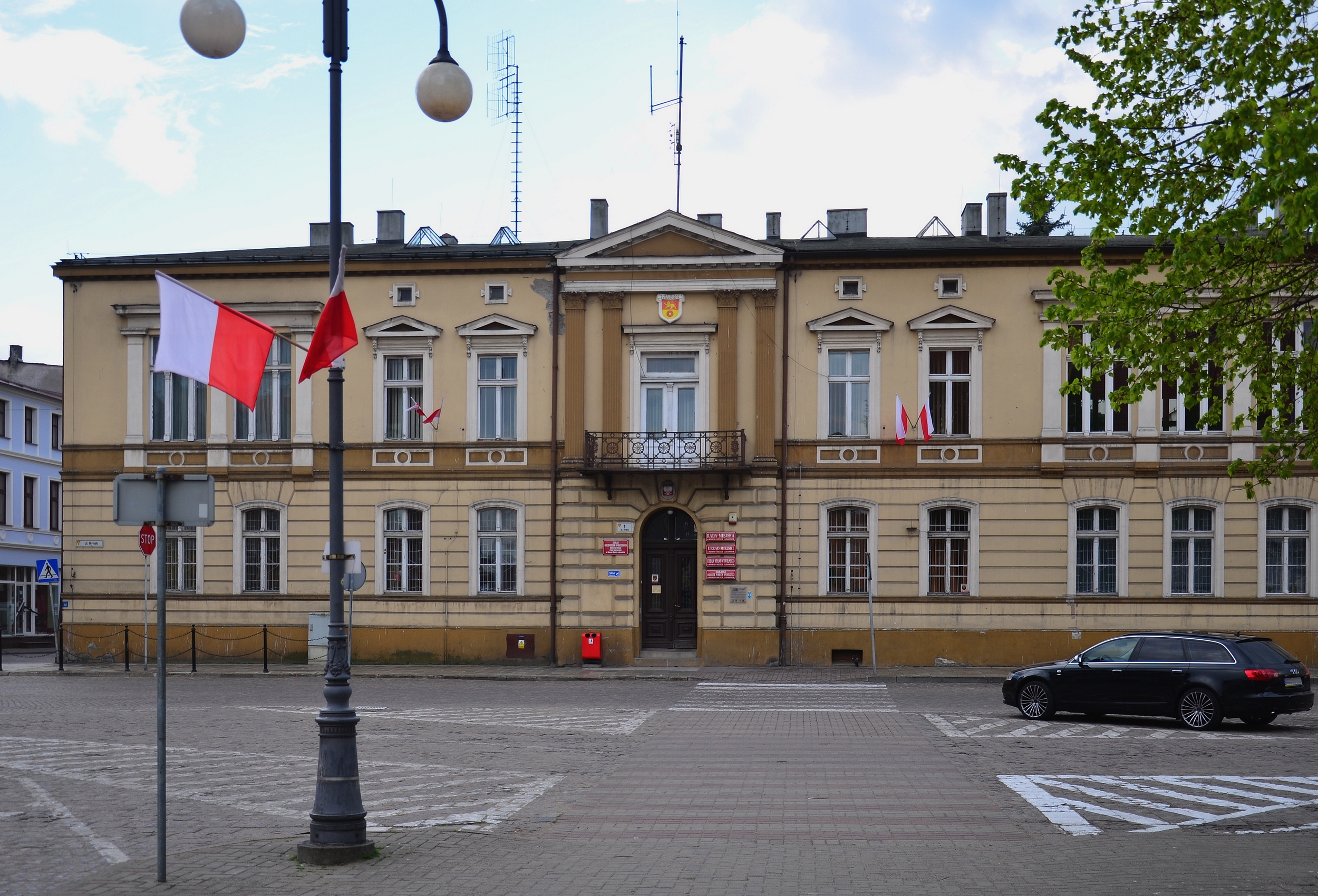
Ratusz
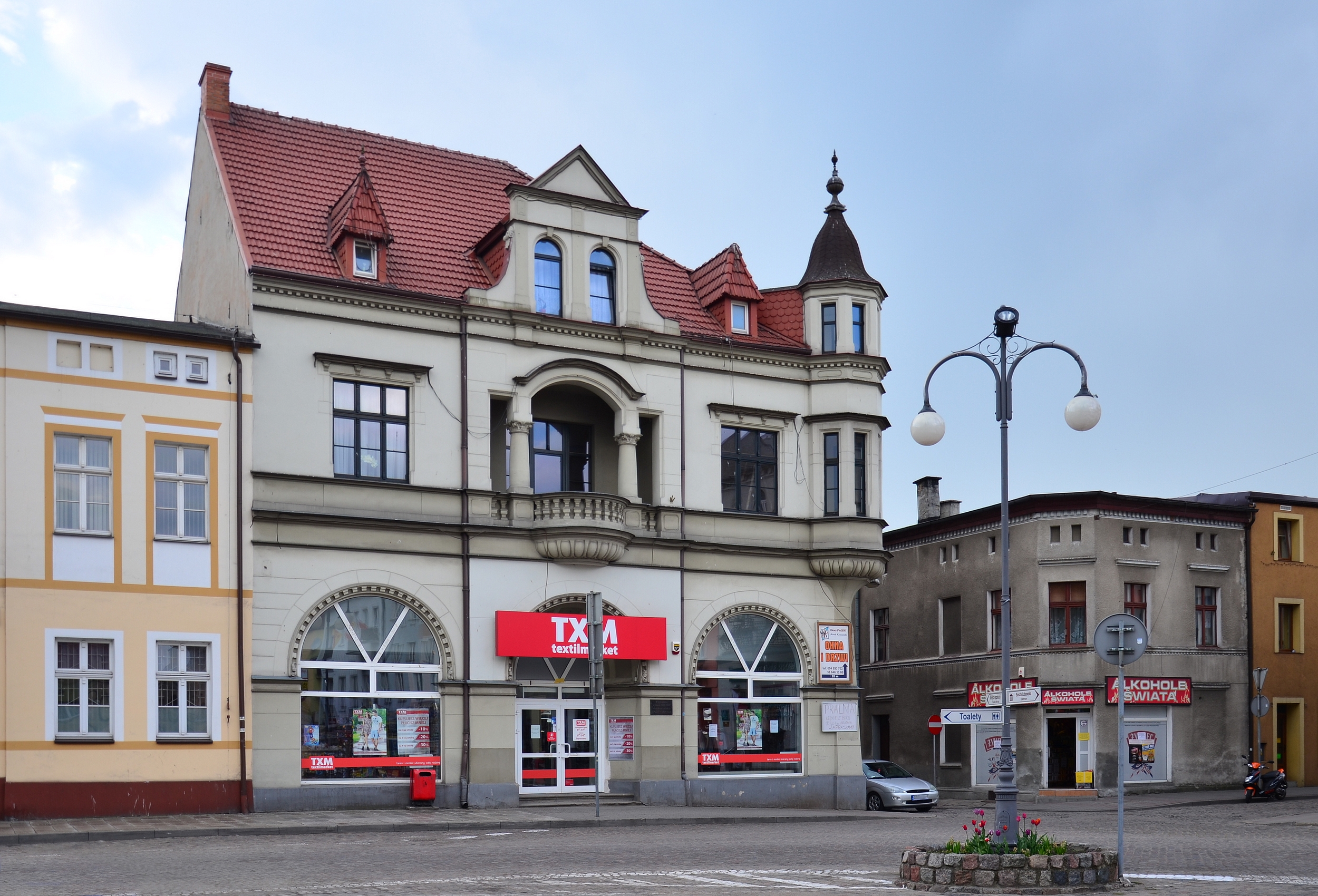
Zabytkowa kamienica przy rynku
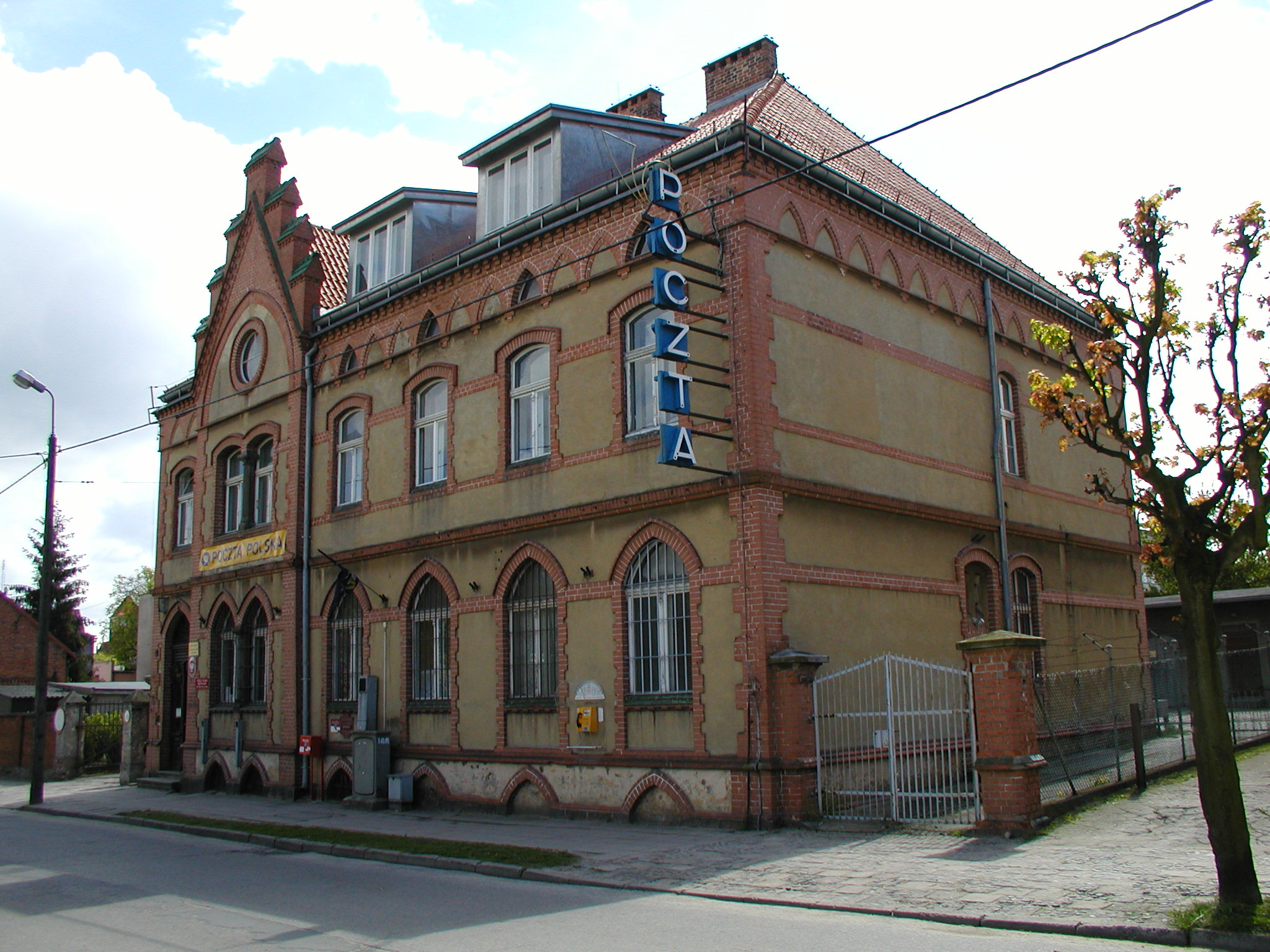
Dawny gmach poczty, obecnie pustostan
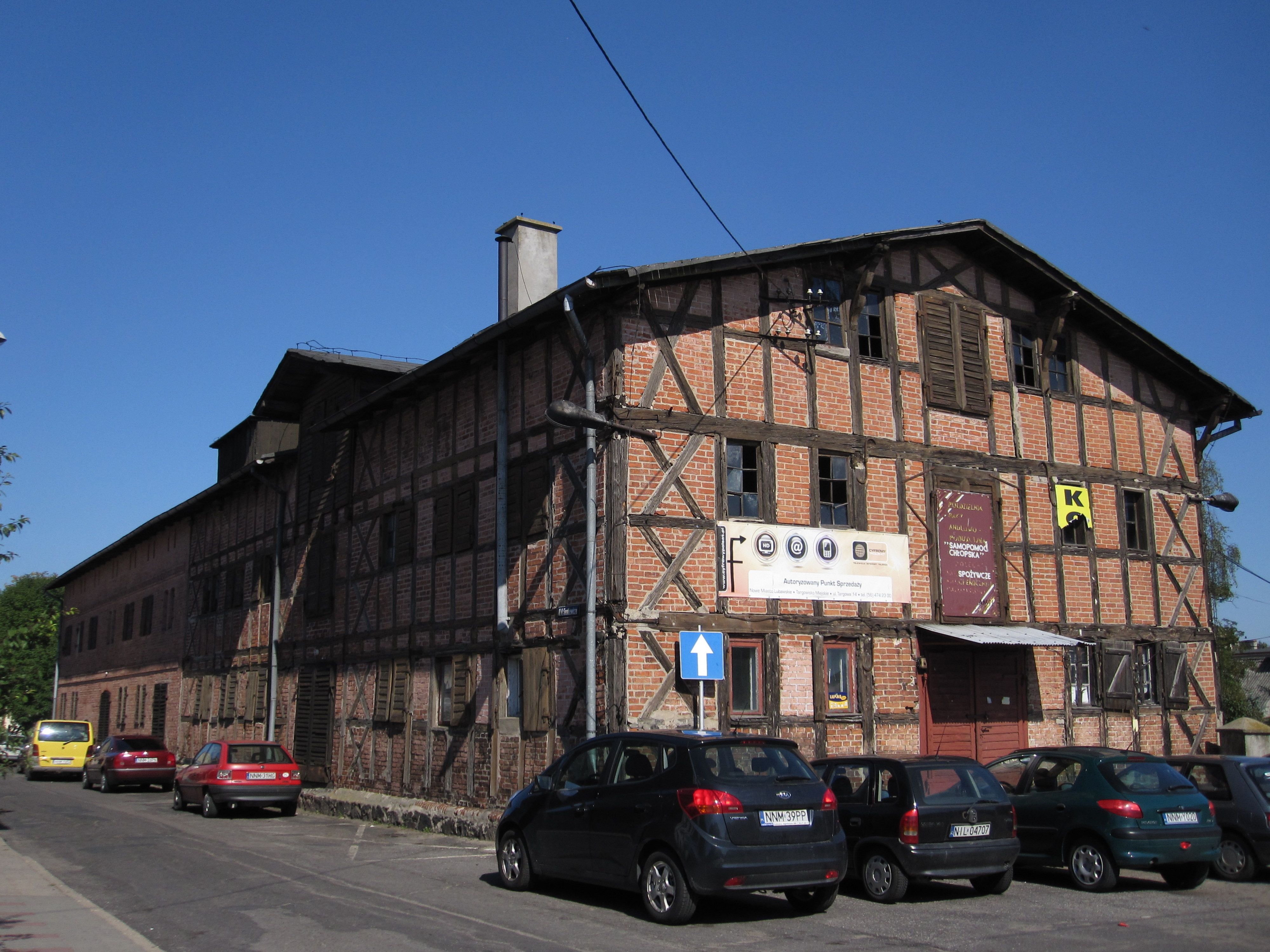
Spichlerz
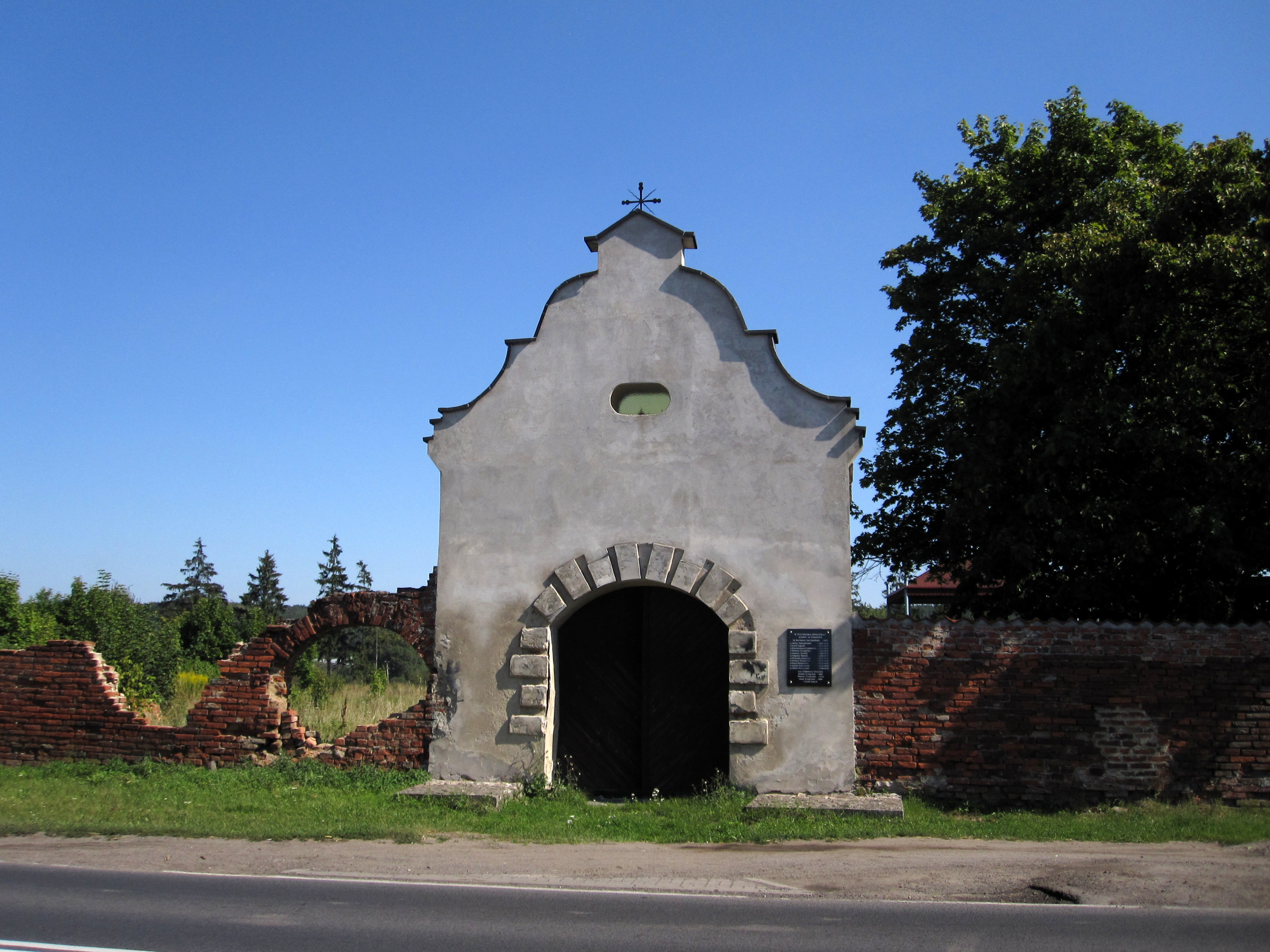
Ruiny klasztoru franciszkanów w Łąkach Bratiańskich

## Muzea
- Muzeum Ziemi Lubawskiej w Nowym Mieście Lubawskim
- Muzeum Rodu Działyńskich (w budowie)[20]

## Kultura
Większość inicjatyw kulturalnych realizowana jest poprzez Miejskie Centrum Kultury i Miejską Bibliotekę Publiczną oraz lokalne stowarzyszenia: Nowomiejskie Towarzystwo Kultury (afiliowane przy MCK) i Chór Harmonia. W początkach lipca organizowane są Dni Nowego Miasta Lubawskiego. Plenerowe koncerty organizują też w sezonie letnim browar Carlsberg i Polskie Radio Olsztyn.
Do cyklicznych imprez o charakterze ogólnopolskim należały w przeszłości:
- Ogólnopolski Zlot Fanów Zespołu Queen (lipiec), którego organizatorem był Zbigniew Kamiński
- Warsztaty teatralno-filmowo-muzyczne „Nowa Sztuka Nowe Miasto” organizowane przez gdański Teatr Znak (sierpień), którego reżyserem i założycielem był Janusz Gawrysiak

Na przedmieściu miasta zlokalizowane jest Miejsce Inicjatyw Pozytywnych Kacze Bagno, w którym organizowanych było wiele niekonwencjonalnych imprez kulturalnych. Założycielem i pomysłodawcą jest nowomieszczanin Michał Łapiński, wiceprezes Stowarzyszenia Edukacja pod Żaglami. W mieście kręcono film Strefa ciszy.

## Media lokalne
- Gazeta Nowomiejska – tygodnik
- Tygodnik Internetowy TI
- Gazeta Pomorska- wydanie toruńskie – codziennie jedna strona poświęcona informacjom z Brodnicy i Nowego Miasta Lubawskiego
- „Nowości Dziennik Toruński”
- Telewizja Eltronik – lokalna brodnicka telewizja, program dla Nowego Miasta
- KLIK Nowe Miasto dla Was – regionalny portal internetowy[21]

## Gospodarka
Miasto stanowi ośrodek usługowy dla regionu rolniczego z drobnym przemysłem. Mieszczą się tu zakłady przemysłu:
- meblarskiego:
  - Fabryka Mebli Szynaka[22]
  - Mazurskie Meble Szynaka Interline[23]
  - Oiko Fabryka Mebli[24]
  - Amak[25]
- materiałów budowlanych:
  - Finishparkiet
  - Jawor-Parkiet[26]
- stoczniowy i morski:
  - Haber Yacht[27][28]
  - Simex[29]
- domów holenderskich:
  - Tom&Luk[30]
- obróbka metalu
  - Monterbud[31]
- oraz inne:
  - Dawo Opakowania[32]
  - Folstrecz[33]
  - Browar Nowomiejski[34]
  - Szlifmar[35]

W Nowym Mieście Lubawskim funkcjonuje 5,3 ha podstrefy Warmińsko-Mazurskiej Specjalnej Strefy Ekonomicznej.

## Oświata

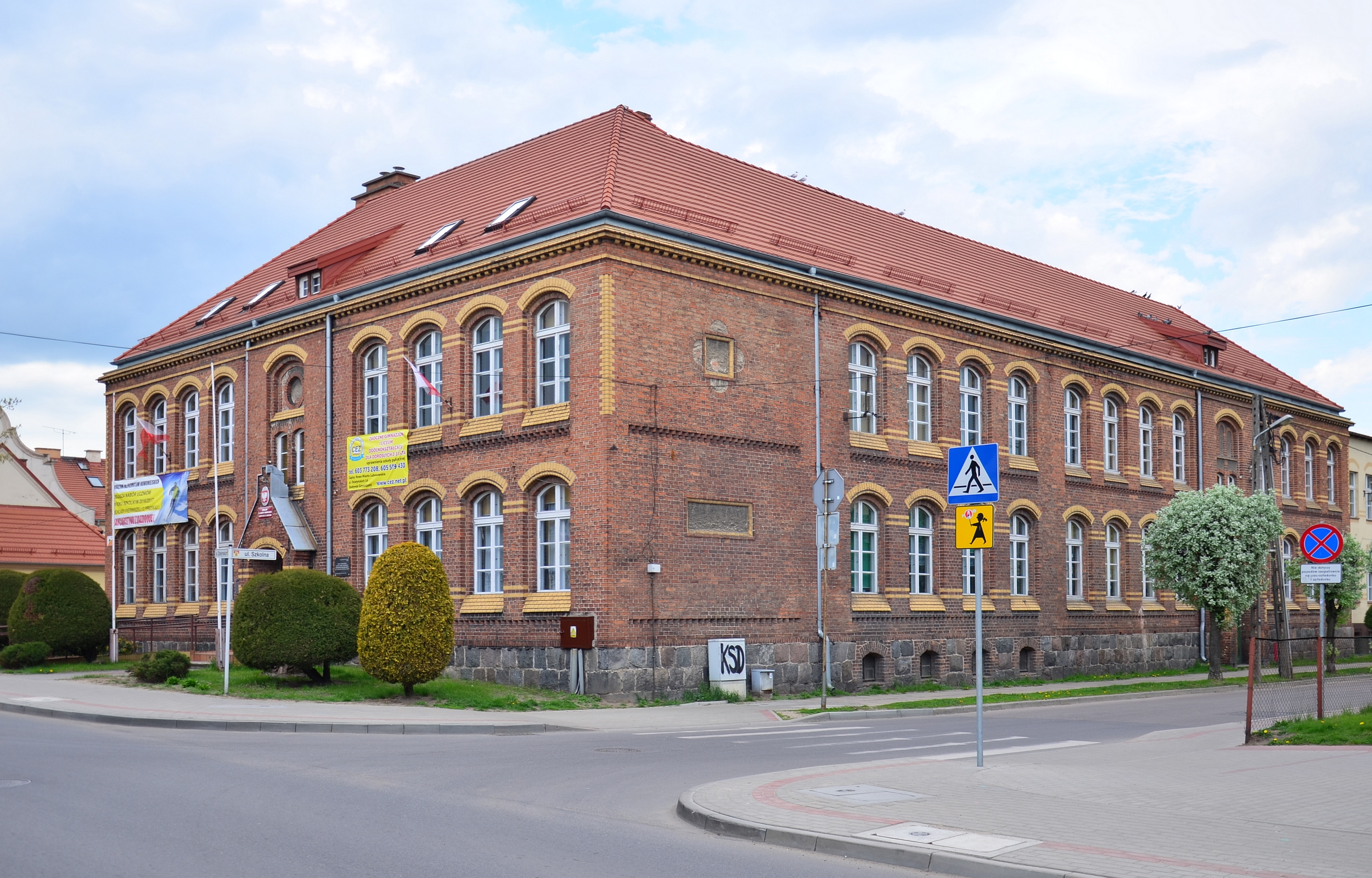
Szkoła Podstawowa nr 3 im. Filomatów Nowomiejskich

W Nowym Mieście Lubawskim znajduje się:
- Przedszkole Miejskie przy ul. Tysiąclecia 3
- Trzy szkoły podstawowe:
  - SP nr 1 im. Jana Pawła II, ul. Jagiellońska 3
  - SP nr 2 im. Janusza Korczaka, ul. Tysiąclecia 33
  - SP nr 3 im. Filomatów Nowomiejskich, ul. Działyńskich 14

Na terenie miasta zlokalizowana jest jedna szkoła średnia: Zespół Szkół im. C.K. Norwida przy ul. 3 Maja 24 wraz z internatem. W mieście działa filia Warmińsko-Mazurskiej Biblioteki Pedagogicznej.

## Opieka zdrowotna
W Nowym Mieście Lubawskim funkcjonuje Szpital Powiatowy im. Friedricha Lange na ul. Mickiewicza 10. Szpital działa w formule podstawowej czterech oddziałów, tj. oddział dziecięcy, oddział chirurgiczny, oddział chorób wewnętrznych oraz oddział ginekologiczno-położniczy.

## Demografia
Dane z 30 czerwca 2013:
| Opis                              | Ogółem | Ogółem | Kobiety | Kobiety | Mężczyźni | Mężczyźni |
| --------------------------------- | ------ | ------ | ------- | ------- | --------- | --------- |
| Jednostka                         | osób   | %      | osób    | %       | osób      | %         |
| Populacja                         | 11 230 | 100    | 5879    | 52,35   | 5351      | 47,65     |
| Gęstość zaludnienia [mieszk./km²] | 980,21 | 980,21 | 513,46  | 513,46  | 466,75    | 466,75    |

| Rok    | Ludność  |
| ------ | -------- |
| XVI w. | ca. 1000 |
| 1812   | 719      |
| 1825   | 1 067    |
| 1834   | 1 299    |
| 1849   | 1 517    |
| 1875   | 2 371    |
| 1880   | 2 742    |
| 1885   | 2 678    |
| 1890   | 2 723    |
| 1900   | 3 144    |
| 1910   | 4 144    |
| 1916   | 3 577    |
| 1921   | 3 721    |
| 1927   | 3 901    |
| 1939   | 4 964    |
| 1945   | 4 672    |
| 1955   | 5 046    |
| 1965   | 6 450    |
| 1971   | 7 032    |
| 1975   | 7 650    |
| 1992   | 10 300   |
| 1998   | 10 800   |
| 2004   | 11 104   |
| 2006   | 11 403   |
| 2008   | 11 077   |
| 2012   | 11 145   |
| 2016   | 11 085   |
| 2020   | 10 709   |
| 2021   | 10 554   |

## Struktura powierzchni
Według danych z roku 2008 Nowe Miasto Lubawskie ma obszar 11,37 km², w tym:
- użytki rolne: 62%
- użytki leśne: 4%

Miasto stanowi 1,67% powierzchni powiatu.

## Komunikacja
Przez miasto przebiega:

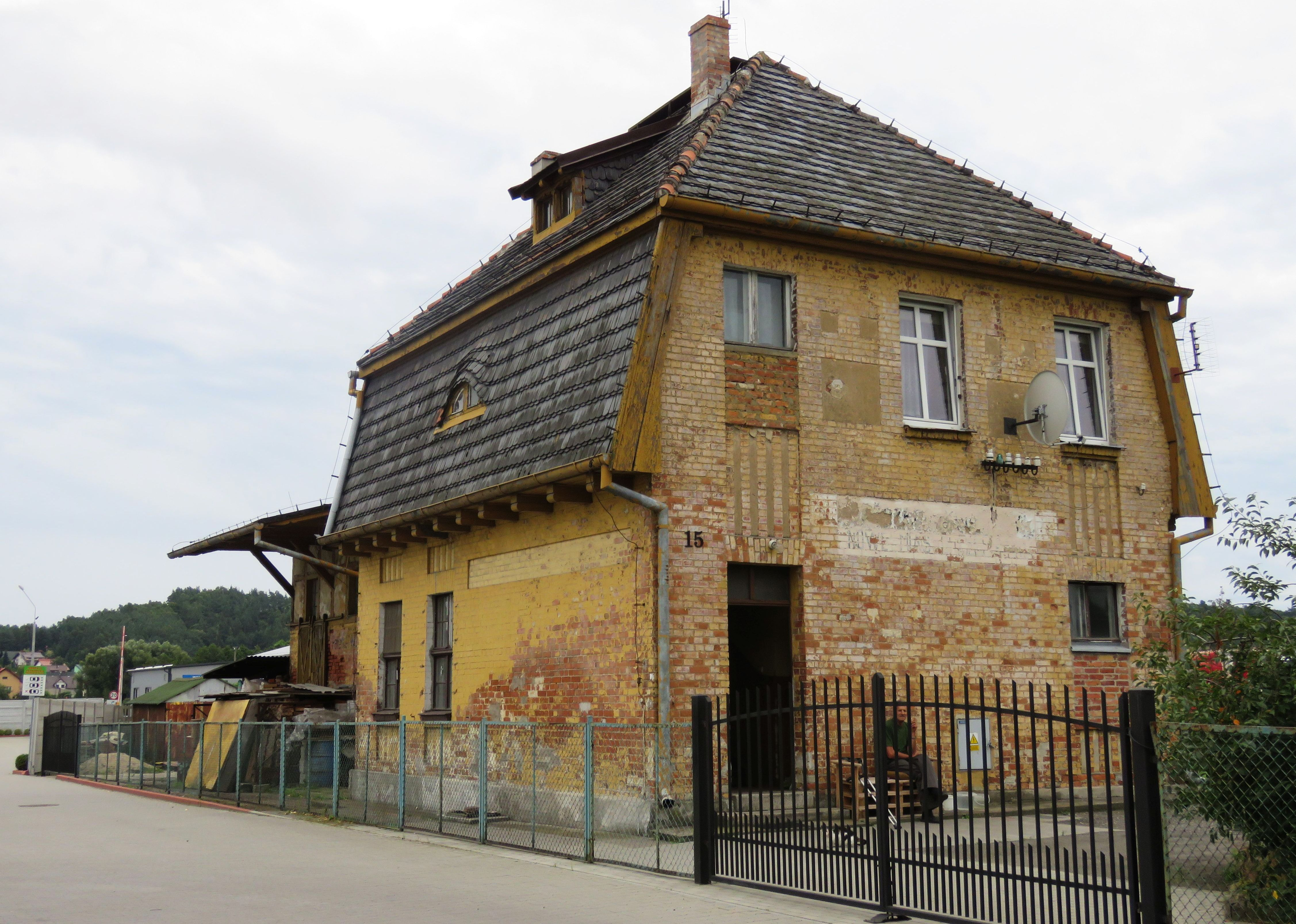
Nieczynny przystanek kolejowy Nowe Miasto Lubawskie Południe

- 15 (Olsztyn) – Ostróda – Nowe Miasto Lubawskie – Toruń – Gniezno – Krotoszyn – Trzebnica – (Wrocław)
- 538 Radzyń Chełmiński – Łasin – Nowe Miasto Lubawskie – Uzdowo – Rozdroże
- w roku 1988 zlikwidowano linię kolejową Nowe Miasto Lubawskie – Zajączkowo Lubawskie
- 2 kwietnia 2000 roku przejechał przez Nowe Miasto Lubawskie ostatni pociąg na linii Iława – Brodnica kończąc tym samym erę kolei w mieście
- miasto łączy z innymi większymi ośrodkami komunikacja PKS (oddziały w Iławie i Brodnicy), którą można dojechać bezpośrednio do Iławy, Brodnicy, Olsztyna, Torunia, Bydgoszczy, Elbląga, Płocka, Gdańska, Warszawy.

Od 2022 roku miasto ma obwodnicę w ciągu drogi krajowej nr 15.
W mieście była stacja kolejowa Nowe Miasto Lubawskie.

## Sport

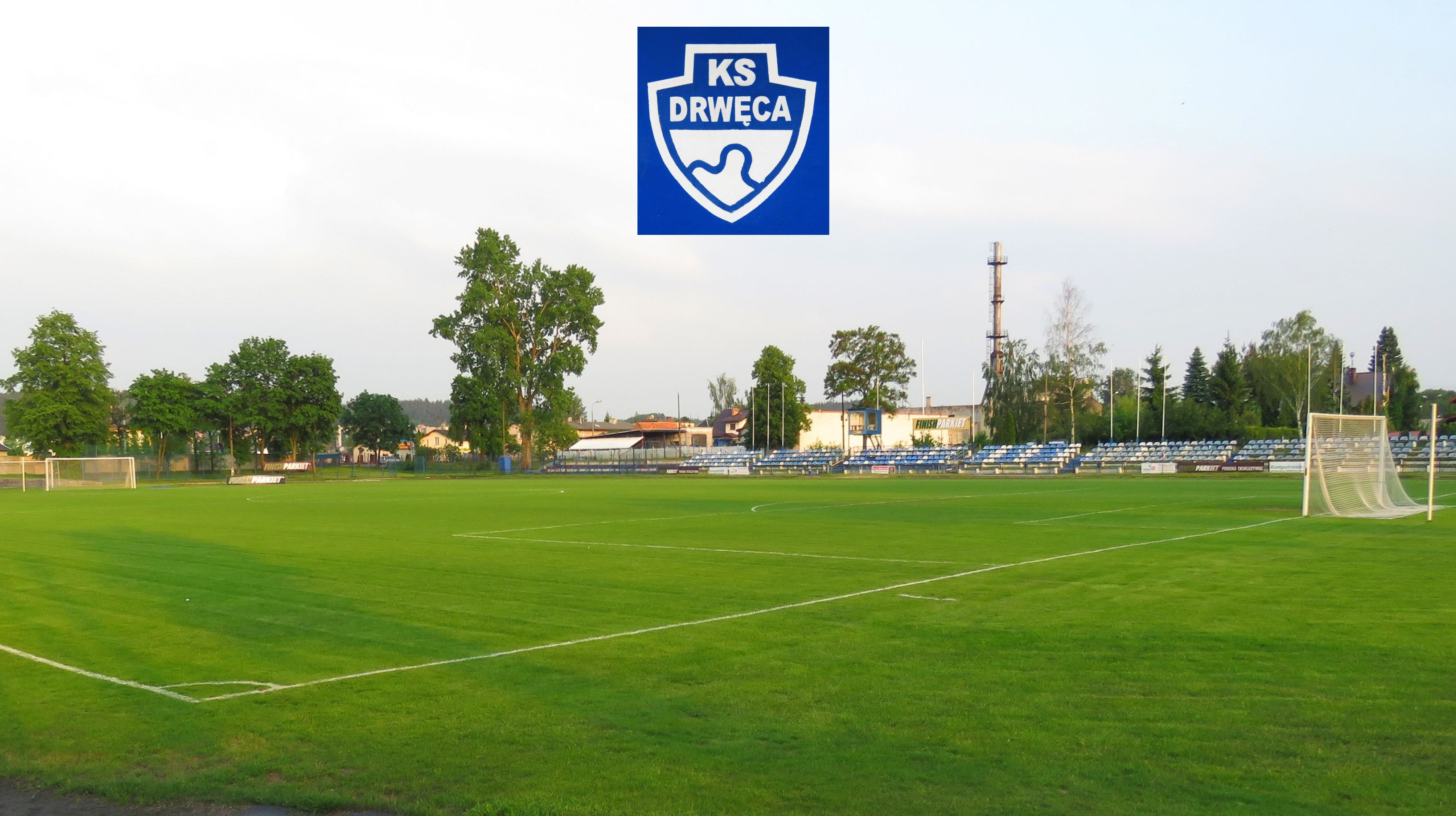
Stadion MOSiR w Nowym Mieście Lubawskim

Sport nowomiejski znany był na arenie ogólnopolskiej poprzez KS Drwęca Nowe Miasto Lubawskie, który swymi korzeniami sięga roku 1919. Największe sukcesy w piłce nożnej klub odnosił w sezonie 2005/06 gdy grał w II lidze oraz w Pucharze Polski w sezonie 2004/2005 (dotarł do 1/16). Największe sukcesy lekkoatletyczne przypadają na lata 80. oraz początek 90. XX wieku. Lekkoatleci zdobyli łącznie 6 medali złotych, 11 srebrnych, 6 brązowych na imprezach rangi Mistrzostw Polski (w tym głównie Spartakiad Młodzieży oraz mistrzostw zrzeszeń sportowych). Obecnie KS Drwęca jest dwusekcyjny (piłka nożna – 5 grup, lekkoatletyka). Znani wychowankowie KS Drwęca to: Wiesław Lendzion, Grzegorz Domżalski, Hanna Wardowska, Jonatan Straus i Maciej Wolski.
W lipcu 2008 roku z inicjatywy jednego z byłych działaczy powstał NKS Drwęca 1 (później NKS Nowe Miasto Lubawskie z sekcją LA). Po 4 latach zawodnicy zostali przetransferowani do Olimpii Grudziądz, a NKS nie prowadzi dalszej działalności.
Istnieją także uczniowskie kluby sportowe:
- MUKS Olimpia (przy Gimnazjum)
- UKS Iskra (przy SP 1)
- UKS Sokół (przy SP 2)
- UKS Klub Taneczny AS (przy SP 2)
- UKS (przy Zespole Szkół im. C.K. Norwida)

W sportach motorowych na szczeblu regionu, krajowym, jak i zagranicznym startują zawodnicy Automobilklubu Nowomiejskiego, który posiada własny autodrom.

## Wyznania

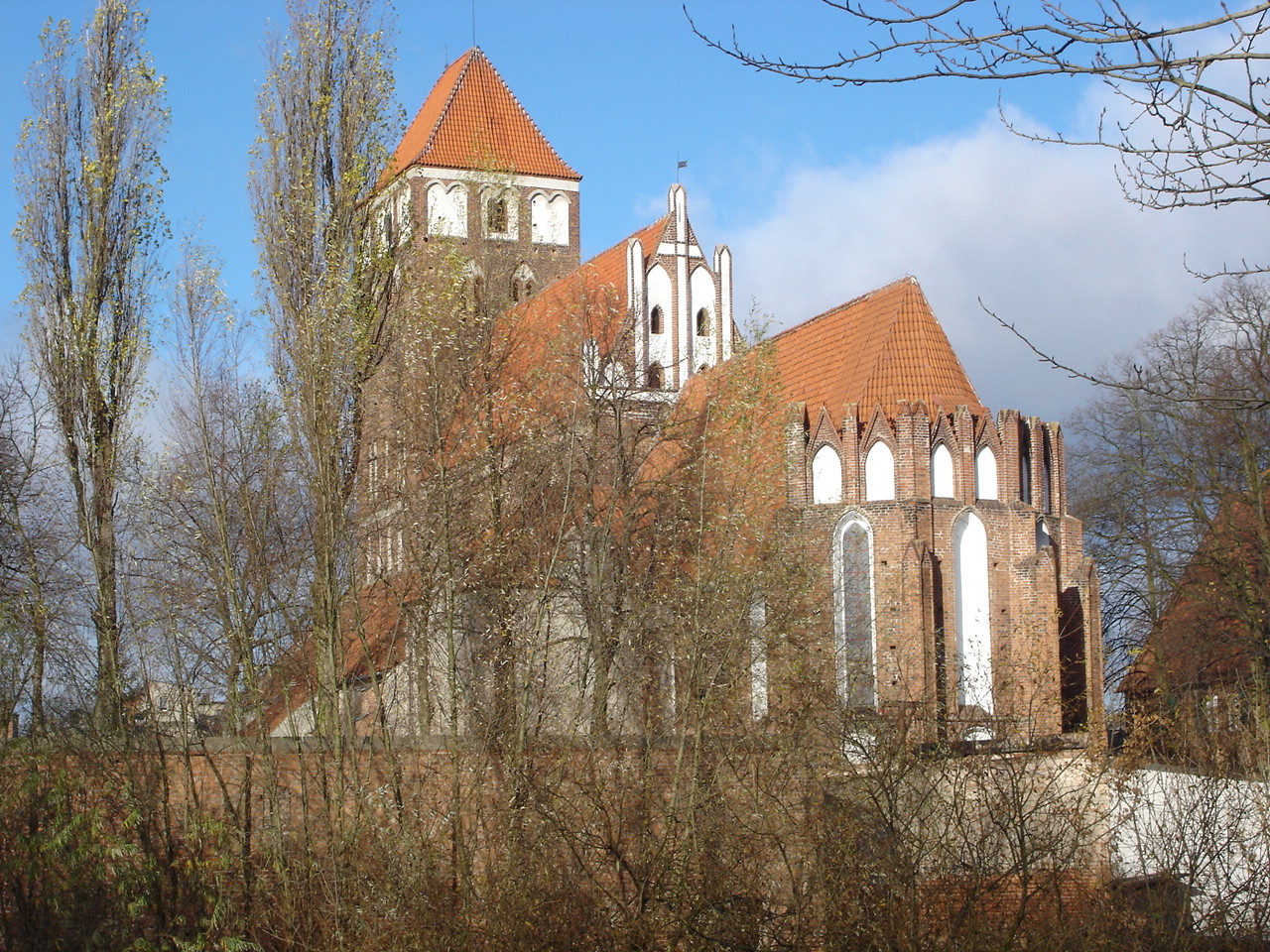
Bazylika św. Tomasza Apostoła

### Kościół rzymskokatolicki
W Nowym Mieście Lubawskim dominującą rolę odgrywa Kościół katolicki. W mieście funkcjonuje jedna parafia rzymskokatolicka pw. św. Tomasza Apostoła (sanktuarium Matki Bożej Łąkowskiej). Tu znajduje się siedziba Dekanatu Nowe Miasto Lubawskie (ok. 13 tys. wiernych).

### Świadkowie Jehowy
Od lat 60. XX w. w mieście działalność prowadzi społeczność Świadków Jehowy, która ma tu swój zbór (Sala Królestwa: Kurzętnik, ul. Żurawia 12).

### Nieistniejące
Do wybuchu II wojny światowej nieliczna gmina żydowska miała swoją synagogę przy obecnej ulicy Kazimierza Wielkiego oraz nieistniejący cmentarz przy dzisiejszej ulicy Grunwaldzkiej. Do końca II wojny światowej w mieście miała swój kościół gmina ewangelicka. W latach 60. XX w. kościół, stojący na rynku, przebudowano na kino, które doczekało się gruntownego remontu zakończonego w 2021 roku. Od tej chwili kino zostało przekształcone w Kinoteatr Harmonia.

## Baza noclegowa
- Hotel MOSiR
- Hotel „Finish”
- Hotelik „Il’Cavaliere”
- pokoje gościnne „Szklana Róża – Sala weselna”
- Hotel Tiffany
- Hotelik Herbert
- Stara Olejarnia
- kwatery prywatne

## Szlaki turystyczne
- Droga Polska św. Jakuba – Ogrodniki, Suwałki, Olecko, Kętrzyn, Olsztyn, Gietrzwałd, Ostróda, Iława, Brodnica, Nowe Miasto Lubawskie, Brodnica, Toruń, Mogilno, Ostrów Lednicki, Gniezno, Poznań, Murowana Goślina, Sulęcin, Słubice.
- Szlak Grunwaldzki – Olsztyn, Gietrzwałd, Zawady Małe, Stare Jabłonki, Ostróda, Pietrzwałd, Wysoka Wieś, Lubawa, Sampława, Bratian, Nowe Miasto Lubawskie, Boleszyn, Lidzbark, Działdowo, Nidzica, Łyna, Dąbrówno, Grunwald, Olsztynek, Dorotowo, Olsztyn.

## Miasta partnerskie
- Soleczniki
- Hude[42]
- Białogórsk